# Episodi di Il commissario Köster (ventinovesima stagione)
La ventinovesima stagione della serie televisiva Il commissario Köster è stata trasmessa in prima visione negli Germania da ZDF dal 8 aprile 2005.
| n. | Titolo originale      | Titolo italiano           | Prima TV Germania | Prima TV Italia |
| -- | --------------------- | ------------------------- | ----------------- | --------------- |
| 1  | Mord hat seinen Preis | Matrimonio di convenienza | 8 aprile 2005     |                 |
| 2  | Angst                 | Libero di morire          | 15 aprile 2007    |                 |
| 3  | Tödliche Verstrickung | Il socio                  | 22 aprile 2005    |                 |
| 4  | Der Nachruf           | Il necrologio             | 29 aprile 2005    |                 |
| 5  | Die Farbe des Todes   | Amicizia pericolosa       | 2 dicembre 2005   |                 |
| 6  | Die verdammte Lüge    | Una verità da nascondere  | 9 dicembre 2005   |                 |
| 7  | Himmel und Hölle      | Paradiso e inferno        | 16 dicembre 2005  |                 |
| 8  | Der Filmriss          | Amnesia                   | 23 dicembre 2005  |                 |